# Lemuriatyphlops
Lemuriatyphlops es un género de serpientes ciegas perteneciente a la familia Typhlopidae. Sus especies son endémicas de Madagascar.

## Especies
Se reconocen las siguientes especies:
- Lemuriatyphlops domerguei (Roux-Estève, 1980)
- Lemuriatyphlops microcephalus (Werner, 1909)
- Lemuriatyphlops reuteri (Boettger, 1881)